# Emomalij Rahmon

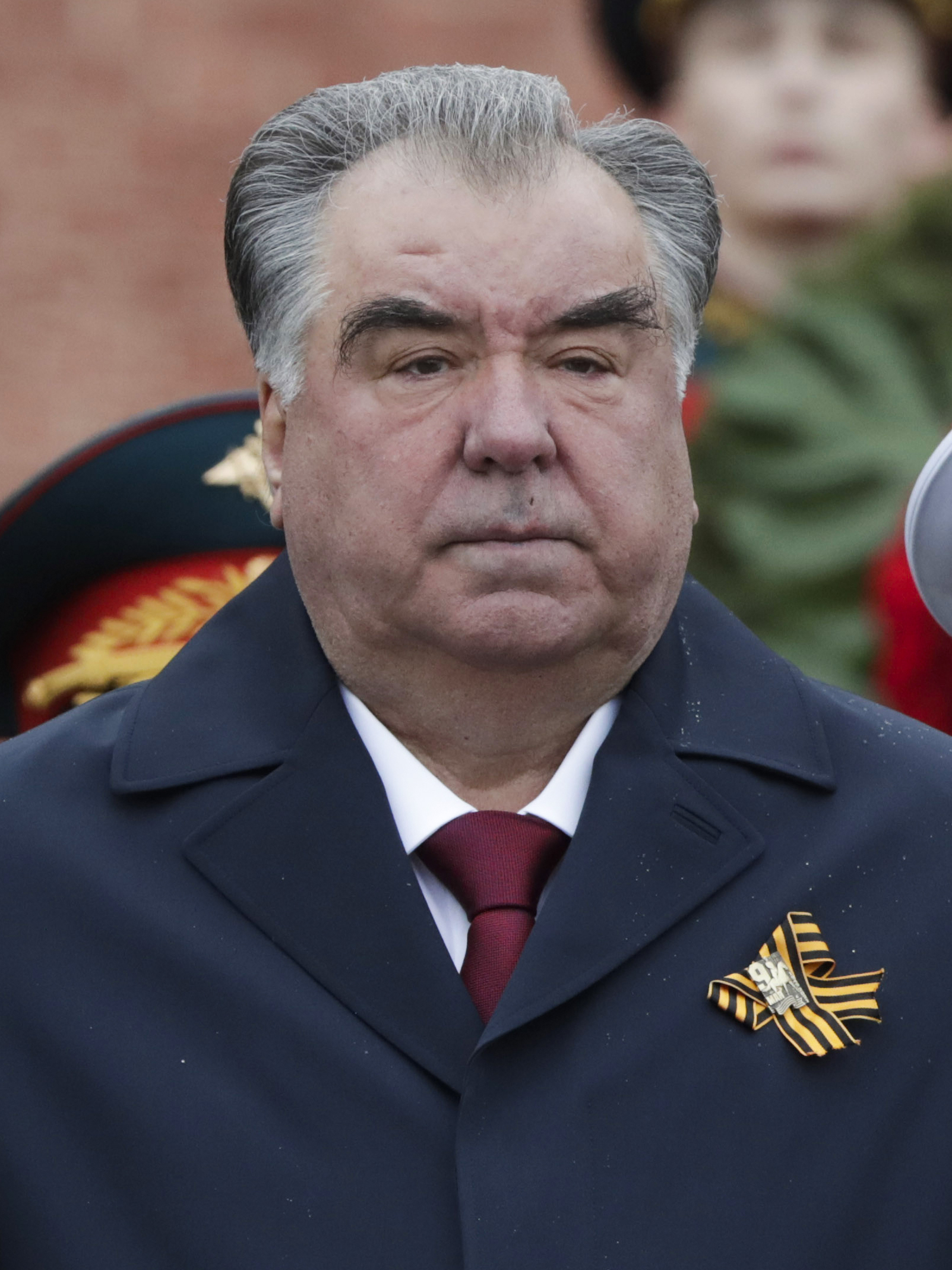
Emomalij Rahmon während einer Militärparade in Moskau, 2021

Emomalij Rahmon (tadschikisch Эмомалӣ Раҳмон Emomalī Rahmon [emɔmæli ɾæhmɔn], in deutschen Medien auch als Emomali Rachmon; * 5. Oktober 1952 in Danghara, Tadschikische SSR, Sowjetunion) ist seit 1994 Präsident der Republik Tadschikistan. Er trägt den Titel „Führer der Nation“ (Пешвои миллат Peşvoi millat). Im Oktober 2020 wurde er für eine fünfte Amtszeit wiedergewählt.

## Politik

Präsidentenflagge von Tadschikistan

Rahmon wurde 1952 mit dem Namen Эмомалӣ Шарифович Раҳмонов Emomalij Scharifowitsch Rahmonow (russisch Эмомали́ Шари́пович Рахмо́нов Emomali Scharipowitsch Rachmonow) in der südwesttadschikischen Stadt Danghara geboren. Nach dem Studium der Wirtschaftswissenschaften an der Tadschikischen Staatlichen Universität war er als Parteisekretär in einem landwirtschaftlichen Betrieb tätig. Mit Hilfe des Präsidenten Rahmon Nabijew (Раҳмон Набиев) stieg er später zum Direktor einer Sowchose in seiner Heimatregion auf. Nach dem Zerfall der Sowjetunion wurde Rahmonow am 20. November 1992 während des Bürgerkriegs vom nach wie vor „Oberster Sowjet“ genannten Parlament zum Vorsitzenden gewählt und schließlich am 6. November 1994 zum Präsidenten Tadschikistans. Die Opposition und ausländische Beobachter kritisierten die Wahlen wegen Unregelmäßigkeiten. Im Zuge der Präsidentschaftswahl in Tadschikistan 1999 wurde er für eine weitere, nun siebenjährige, Amtsperiode als Präsident bestätigt. Bei der darauffolgenden Präsidentschaftswahl in Tadschikistan 2006 gewann Rahmon erneut im ersten Wahlgang mit mehr als 80 % der Stimmen und wurde so bis 2013 im Amt des Präsidenten legitimiert. Am 22. März 2007 änderte er seinen bisherigen Namen in Emomalij Rahmon. Dies sei, laut Rahmon, Teil der neuen Identitätsfindung Tadschikistans. Er ist Träger des Titels Held Tadschikistans.
Auf Ersuchen von Rahmon fand in Tadschikistan im Mai 2016 ein Verfassungsreferendum statt, bei dem mehr als 90 % der Bevölkerung sich für die Aufhebung der nominellen Begrenzung auf zwei Amtszeiten für einen Präsidenten aussprachen. Zudem wurde das Wahlalter eines Präsidentschaftsanwärters von 35 auf 30 gesenkt. Unabhängigen Medien wie der kirgisischen Nachrichtenagentur Akipress zufolge ebnete der tadschikische Staatschef auf diese Weise seinem ältesten Sohn Rustam Emomali den Weg, bei den nächsten Präsidentschaftswahlen im Jahr 2020 legal antreten zu dürfen. Im besagten Jahr wurde der designierte Kandidat 33 Jahre alt.
Im Januar 2017 wurde Rustam Emomali von seinem Vater zum Bürgermeister von Duschanbe berufen. Der bisherige Bürgermeister und langjährige Mitstreiter von Emomali Rahmon Mahmadsaid Ubaidullojew, der gleichzeitig Präsident des tadschikischen Parlaments ist, musste gehen, da der Staatschef unabhängigen Beobachtern zufolge in ihm ein potentielles Hindernis auf dem Weg zur Konsolidierung der Machtposition seines Familien-Clans sah.
Bei der Präsidentschaftswahl in Tadschikistan 2020 wurde Rahmon mit mehr als 90 % der abgegebenen Stimmen für eine weitere siebenjährige Amtszeit als Staatspräsident wiedergewählt.
Die internationale Staatengemeinschaft hat wiederholt die Regierung Rahmon wegen Verletzungen von Menschenrechten und der Pressefreiheit angeprangert. Die Regierung wird außerdem international wegen Korruption und Verflechtungen mit Wirtschaftsunternehmen kritisiert, besonders im Zusammenhang mit dem größten Industriebetrieb des Landes, der staatlichen Aluminiumfabrik TALCO in Tursunsoda.

## Religionspolitik
Rahmon ist ein sunnitischer Muslim und absolvierte im März 1997 eine Pilgerfahrt nach Mekka. Er setzt sich für enge Beziehungen zwischen den islamischen Ländern in der Region ein, insbesondere zu Iran und Afghanistan.
Im Rahmen des Treffens der Organisation der Islamischen Konferenz im Jahr 2010 in Duschanbe sprach sich Rahmon gegen den „Missbrauch“ des Islams zu politischen Zwecken aus. „Terrorismus und Terroristen haben keine Nation, kein Land und keine Religion.“ Rahmon fügte hinzu: „Durch Benutzung des Begriffs „islamischer Terrorismus“ wird nur der Islam diskreditiert, dies entwürdigt die reine und friedfertige Religion des Islams.“
Aus Sorge vor wachsendem Islamismus unterzeichnete Rahmon Anfang August 2011 ein Gesetz, das im muslimisch geprägten Tadschikistan Jugendlichen unter 18 Jahren den Besuch von Moscheen verbietet. Eltern drohen langjährige Haftstrafen, falls ihre Kinder an religiösen Zeremonien teilnehmen. Ausgenommen sind nur Beerdigungen. Des Weiteren verbot er eine Vollverschleierung von Frauen und bei Männern das Tragen langer Bärte. Rahmon ließ im Zuge des wachsenden Einflusses der Terrororganisation Islamischer Staat Khorasan außerdem eine soziale Kampagne starten, um einer Radikalisierung von tadschikischen Gastarbeitern in Russland, die dort teils sklavenähnlichen Lebens- und Arbeitsbedingungen ausgesetzt sind, vorzubeugen. Unter dem Deckmantel der Terrorismusbekämpfung entledigte sich Rahmon außerdem politischer Gegner. Als sich das Tragen von Hidschab und anderer traditioneller islamischer Kleidung in Tadschikistan verbreitete, beschloss das tadschikische Parlament im Jahr 2024 ein Verbot dessen. Zugleich wurde Kindern das Feiern des Islamischen Opferfestes und des Festes des Fastenbrechens verboten.

## Privates
Emomali Rahmon ist verheiratet und hat neun Kinder, darunter sieben Töchter. Eine seiner Töchter, Osoda Emomali, ist Vorsitzende des Präsidialkabinetts. Rukchona Rachmonowa, eine weitere Tochter, leitet die Abteilung für internationale Beziehungen des tadschikischen Außenministeriums.